# دوري باراغواي لكرة السلة
دوري باراغواي لكرة السلة هو دوري كرة سلة للمحترفين في باراغواي تأسس في 1937 يلعب فيه 11 فريقاً. يعتبر فريق أوليمبيا أسونسيون هو الأكثر تتويجا باللقب.

## أبرز الفرق
- أوليمبيا أسونسيون
- سول دي أمريكا

## وصلات خارجية
- الموقع الإلكتروني